# TLR2
Le TLR2 (en anglais : Toll-like receptor 2) est un récepteur de type Toll de la membrane cellulaire, présent chez les vertébrés, codé par le gène TLR2 et intervenant dans la reconnaissance bactérienne. Le TLR2 est le deuxième élément de la famille des TLRs ayant un lien prouvé dans la reconnaissance des pathogènes via leurs motifs moléculaire associé aux pathogènes (PAMP), après TLR4. Il est présent sur les leucocytes, les cellules endothéliales et épithéliales  . 
Les cibles de TLR2 sont les bactéries gram-positives et grams-négatives, les mycobactéries, spirochètes et mycoplasme. 
TLR2 peut induire l'apoptose cellulaire en passant par les phagosomes. Il interagit avec d'autres molécules impliquées dans la reconnaissance de pattern, comme CD14, MD2, TLR1, et TLR6. 

## Structure
Le gène est situé sur le chromosome 4 humain.
Le TLR1 s'associe avec le TLR2 pour former un complexe qui se lie aux lipoprotéines bactériennes. Il forme des hétérodimères fonctionnels avec  TLR1, TLR6, et  TLR10. TLR2 interagit également avec un grand nombre de molécules non-TLR, permettant la reconnaissance d'un grand nombre et d'une grande variété de PAMP .
Le TLR2 interagit avec les lipoprotéines et les phospholipides oxydés. Le domaine intracellulaire de TLR2 comporte un domaine TIR typique du récepteur Toll/IL-1/protéine de résistance. 

## Voie d'activation
À la suite de la stimulation du ligand, les hétérodimères TLR2 initient généralement une voie de signalisation intracellulaire dépendante de MyD88, commune à tous les TLR à l'exception de TLR3. Cette voie induit une translocation nucléaire du facteur nucléaire B (NF-B) pour moduler la transcription des gènes et la production de cytokines inflammatoires qui en résulte (Figure 1). La cascade déclenche également des protéines kinases spécifiques à la sérine/thréonine (MAPK) qui peuvent influencer à la fois la transcription des gènes inflammatoires et la stabilité de l'ARNm , par induction de la protéine d'activation 1 (AP-1) .

## En médecine
Il s'exprime au niveau de l'endothélium vasculaire, surtout au niveau de la plaque d'athérome et interviendrait dans sa formation notamment en stimulant la production d'interleukine 6, cette dernière favorisant la migration des cellules musculaires lisses ainsi que l'activation des macrophages. Par ailleurs son activation favorise l'apoptose et le détachement des cellules endothéliales.